# Tkiv 85狙擊步槍
7.62口徑狙擊步槍1985年型（芬蘭語：7.62 Tarkkuuskivääri 85，簡稱：7.62 Tkiv 85），是芬蘭國防軍於1984年起裝備的一種手動槍機式精確射手步槍／狙擊步槍。

## 特色
Tkiv 85是一種衍生自俄羅斯製莫辛-納甘步槍（一種自芬蘭立國以來就一直生產著的武器，並被芬蘭國防軍於二次大戰期間廣泛裝備）的武器，它的機匣部份是從該槍轉移過來，並採用了由瓦爾梅特公司改良過的槍機和全新的槍管。這些步槍是由芬蘭國防軍於1984-1985年在位於庫奧皮奧的第一兵工廠裡組裝的。儘管這批步槍已被大幅地改裝，但由於其採用的機匣和部份零件均是來自老舊的莫辛-納甘步槍（部份零件更是於1890年代生產），使它們無疑地成為當今服役時間最長的軍用槍械。另外，為了配合其操作機制，Tkiv 85發射獨有的7.62×53毫米口徑子彈，這種彈藥並未曾被任何其他軍用槍械所使用。而在芬蘭國防軍中服役的PKM通用機槍和SVD狙擊步槍則是使用原來的7.62×54毫米口徑子彈。但基於公差問題，Tkiv 85只能在緊急的時候（例如：在子彈短缺的時候）使用7.62×54毫米子彈。

## 使用國
- 芬兰
  - 芬蘭國防軍

## 外部連結
- 芬蘭國防軍官方網站
- Finnish website with images of 7.62 TKIV 85 rifles（页面存档备份，存于）
- . tietokannat.mil.fi.   [2015-01-15]. （原始内容存档于2009-06-03）.

## 叧見
- 莫辛-納甘步槍
- SVD狙擊步槍
- 薩科TRG狙擊步槍
- 薩科蒂卡T3步槍